# Czechosłowacja na Letnich Igrzyskach Olimpijskich 1956
Czechosłowację na Letnich Igrzyskach Olimpijskich 1956 reprezentowało 63 zawodników, 51 mężczyzn i 12 kobiet.

## Zdobyte medale
| Medal  | Zawodnik                      | Dyscyplina    | Konkurencja                          | Rezultat  |
| ------ | ----------------------------- | ------------- | ------------------------------------ | --------- |
| Złoto  | Olga Fikotová                 | Lekkoatletyka | Rzut dyskiem                         | 53,69 m   |
| Srebro | Ladislav Fouček               | Kolarstwo     | 1 000 m na czas                      | 1:11,4    |
| Srebro | Ladislav Fouček Václav Machek | Kolarstwo     | 2 000 m tandem                       | [ 3 ]     |
| Srebro | Eva Bosáková-Věchtová         | Gimnastyka    | Wielobój drużynowo                   | 18,63 pkt |
| Srebro | Otakar Hořínek                | Strzelectwo   | Karabin małokalibrowy - trzy postawy | 1172 pkt  |
| Brąz   | Jiří Skobla                   | Lekkoatletyka | Pchnięcie kulą                       | 17,65 m   |